# إمبراير إي إم بي 202 ايبانيما
إمبراير إي إم بي 202 ايبانيما  (بالإنجليزية: Embraer EMB 202 Ipanema) هي طائرة زراعية أنتجت في 1969 بالبرازيل. من صناعة إمبراير. كان أول طيران لها في 1970. دخلت الخدمة في 1971، ومازالت في الخدمة حتى الآن. صنع منها 1300 طائرة، وسعر الطائرة الواحدة منها هو ~247,000 ,~233,000 دولار.